# Tai-chi style Wu Chien
Le style Wu (吳氏 ou 吳家; pinyin: wúshì ou wújiā) ou style Wu Chien est l'un des principaux styles traditionnels de tai-chi-chuan. Ce style est rattaché à la famille Wu, et notamment à son fondateur Wu Ch'uan-yu (1834–1902) et son fils Wu Chien-ch'uan (1870-1942). Appelé également chung chia (« charpente moyenne »), ce style est caractérisé par des posture inclinées en avant et par des mouvements d'ampleur moyenne.
Ce style est parfois confondu avec le style Wu/Hao, plus récent. Si cet autre nom de famille 武 (Wǔ) est distinct de prononciation et de caractère chinois, il est souvent transcrit de la même manière.